# Copa de la República 1935
La Copa de la República 1935 fu la 35ª edizione della Coppa di Spagna. Il torneo iniziò il 10 marzo e si concluse il 30 giugno 1935. A partitre dal 1935, posta la grande espansione della Liga, i campionati regionali furono divisi in campionati super-regionali, cui afferivano di diritto i club di Primiera e Segunda Division, e campionati regionali non di lega. I campioni e alcuni vicecampioni super-regionali parteciparono direttamente agli ottavi di finale. Nella competizione fu integrato il Marocco spagnolo. La finale si disputò allo Stadio Chamartín di Madrid dove il Siviglia ottenne il suo primo titolo.

## Partecipanti

### Campionati regionali
- Aragona: Arenas SD
- Asturie:  Racing de Sama
- Baleari:  Constància
- Biscaglia:  Getxo
- Canarie: Real Club Victoria
- Cantabria: Santoña FC
- Centro:  Ferroviaria
- Galizia: US Vigo
- Gipuzkoa: CD Roca
- Nord Africa:  Ceuta Sport
- Murcia:  Cartagena FC
- Navarra: CD Indarra
- Sud:  Xerez SC
- Valencia: Nules FC

### Campionati super-regionali
- Asturie:  Oviedo,  Sporting Gijón  Stadium Avilés
- Castiglia-Aragona:  Madrid CF,  Racing Santander,  Atlético Madrid  Nacional Madrid  Real Valladolid  Saragozza
- Catalogna:  Barcellona,  Sabadell,  Júpiter  Espanyol  Girona  Badalona  Granollers
- Galizia:  Celta Vigo,  Deportivo La Coruña  Racing Ferrol
- Levante-Sud:  FC Levante,  Siviglia,  Hércules  Valencia  Real Betis  Murcia FC  Malacitano, Gimnástico CF,  Elche  Sport La Plana  Granada
- Paesi Baschi:  Athletic Bilbao,  Osasuna,  Arenas Getxo  Donostia  Barakaldo  Unión Irun

## Primo turno preliminare
|            | Risultato |              | Andata | Ritorno |  |
| ---------- | --------- | ------------ | ------ | ------- |  |
| Santoña FC | 2 - 1     | Arenas SD    | 1 - 1  | 1 - 0   |  |
| CD Roca    | 1 - 3     | CD Indarra   | 1 - 2  | 0 - 1   |  |
| Nules FC   | 4 - 7     | Cartagena FC | 3 - 1  | 1 - 6   |  |

## Secondo turno preliminare
|              | Risultato |                | Andata | Ritorno |  |
| ------------ | --------- | -------------- | ------ | ------- |  |
| US Vigo      | 3 - 2     | Racing de Sama | 0 - 2  | 3 - 0   |  |
| Santoña FC   | 3 - 7     | Ferroviaria    | 3 - 2  | 0 - 5   |  |
| CD Indarra   | 1 - 3     | Getxo          | 0 - 0  | 1 - 3   |  |
| Cartagena FC | 4 - 6     | Xerez SC       | 3 - 1  | 1 - 5   |  |

## Primo turno
|                     | Risultato |               | Andata | Ritorno | Spareggio |  |
| ------------------- | --------- | ------------- | ------ | ------- | --------- |  |
| Júpiter             | 5 - 3     | Getxo         | 4 - 0  | 1 - 3   |           |  |
| Sport La Plana      | 1 - 7     | Granollers    | 0 - 4  | 1 - 3   |           |  |
| Granada             | 2 - 2     | Xerez SC      | 1 - 1  | 1 - 1   | 1 - 4     |  |
| Ferroviaria         | [ 1 ]     | Racing Ferrol |        |         |           |  |
| Deportivo La Coruña | 1 - 2     | US Vigo       | 1 - 0  | 0 - 2   |           |  |

## Secondo turno
|             | Risultato |                     | Andata | Ritorno |  |
| ----------- | --------- | ------------------- | ------ | ------- |  |
| Ceuta Sport | 3 - 2     | RC Victoria         | 2 - 0  | 1 - 2   |  |
| Ferroviaria | 9 - 4     | Deportivo La Coruña | 5 - 1  | 4 - 3   |  |
| Xerez SC    | 1 - 2     | Júpiter             | 1 - 1  | 0 - 1   |  |
| Constància  | 3 - 5     | Granollers          | 2 - 2  | 1 - 3   |  |

## Terzo turno
|                 | Risultato |                 | Andata | Ritorno | Spareggio |  |
| --------------- | --------- | --------------- | ------ | ------- | --------- |  |
| Stadium Avilés  | 2 - 5     | Sporting Gijón  | 2 - 2  | 0 - 3   |           |  |
| Ferroviaria     | 1 - 9     | Real Valladolid | 0 - 5  | 1 - 4   |           |  |
| Atlético Madrid | 3 - 2     | Nacional Madrid | 3 - 2  |         |           |  |
| Barakaldo       | 4 - 6     | Arenas Getxo    | 3 - 2  | 1 - 4   |           |  |
| Unión Irun      | 2 - 2     | Donostia        | 2 - 0  | 0 - 2   | 3 - 0     |  |
| Saragozza       | 5 - 0     | Júpiter         | 2 - 0  | 3 - 0   |           |  |
| Granollers      | 2 - 7     | Espanyol        | 2 - 4  | 0 - 3   |           |  |
| Girona          | 2 - 7     | Badalona        | 0 - 1  | 2 - 6   |           |  |
| FC Gimnastico   | 5 - 14    | Valencia        | 2 - 5  | 3 - 9   |           |  |
| Murcia FC       | 2 - 4     | Hércules        | 2 - 3  | 0 - 1   |           |  |
| Elche           | 5 - 0     | Malacitano      | 5 - 0  |         |           |  |
| Real Betis      | 6 - 0     | Ceuta Sport     | 6 - 0  |         |           |  |

## Quarto turno
| Sporting Gijón | 2 - 1 | Real Valladolid | 2 - 1 |       |
| Arenas Getxo   | 1 - 6 | Atlético Madrid | 0 - 3 | 1 - 3 |
| Saragozza      | 4 - 1 | Unión Irun      | 2 - 0 | 2 - 1 |
| Badalona       | 5 - 2 | Espanyol        | 5 - 2 |       |
| Valencia       | 4 - 3 | Hércules        | 3 - 1 | 1 - 2 |
| Real Betis     | 5 - 0 | Elche           | 5 - 0 |       |

## Ottavi di finale
|                 | Risultato |                  | Andata | Ritorno | Spareggio |  |
| --------------- | --------- | ---------------- | ------ | ------- | --------- |  |
| Athletic Bilbao | 2 - 5     | Real Betis       | 1 - 2  | 1 - 3   |           |  |
| Celta Vigo      | 4 - 8     | Sabadell         | 4 - 3  | 0 - 5   |           |  |
| FC Levante      | 5 - 2     | Valencia         | 4 - 1  | 1 - 1   |           |  |
| Sporting Gijón  | 3 - 7     | Barcellona       | 1 - 2  | 2 - 5   |           |  |
| Atlético Madrid | 5 - 5     | Racing Santander | 4 - 3  | 1 - 2   | 2 - 1     |  |
| Siviglia        | 1 - 0     | Madrid CF        | 1 - 0  | 0 - 0   |           |  |
| Saragozza       | 2 - 1     | Oviedo           | 2 - 0  | 0 - 1   |           |  |
| Badalona        | 6 - 8     | Osasuna          | 4 - 3  | 2 - 5   |           |  |

## Quarti di finale
|                 | Risultato |            | Andata | Ritorno | Spareggio |  |
| --------------- | --------- | ---------- | ------ | ------- | --------- |  |
| Real Betis      | 1 - 3     | Sabadell   | 1 - 1  | 0 - 2   |           |  |
| Barcellona      | 3 - 3     | FC Levante | 2 - 2  | 1 - 1   | 0 - 3     |  |
| Atlético Madrid | 4 - 5     | Siviglia   | 2 - 2  | 2 - 3   |           |  |
| Saragozza       | 2 - 7     | Osasuna    | 1 - 3  | 1 - 4   |           |  |

## Semifinali
|            | Risultato |          | Andata | Ritorno |  |
| ---------- | --------- | -------- | ------ | ------- |  |
| FC Levante | 1 - 4     | Sabadell | 1 - 2  | 0 - 2   |  |
| Siviglia   | 5 - 1     | Osasuna  | 4 - 1  | 1 - 0   |  |

## Finale
| Arbitro: | Pedro Escartín |

|                              |           |  |
| Campanal 36’ 78’ Bracero 89’ | Marcatori |  |